# Sapajus
Sapajus – rodzaj ssaków naczelnych z podrodziny kapucynek (Cebinae) w obrębie rodziny płaksowatych (Cebidae).

## Rozmieszczenie geograficzne
Rodzaj obejmuje gatunki występujące w Ameryce Południowej.

## Morfologia
Długość ciała 33–56 cm, ogona 37,8–56 cm; masa ciała 1,3–4,8 kg.

## Systematyka
Rodzaj zdefiniował w 1792 roku brytyjski przyrodnik Robert Kerr w książce swojego autorstwa poświęconej systematyce ówcześnie znanych ssaków. Kerr wymienił kilka gatunków – Simia Seniculus Linnaeus, 1766, Simia Paniscus Linnaeus, 1758, Simia trepida Linnaeus, 1766 (= Simia Apella Linnaeus, 1758), Simia Capucina Linnaeus, 1758, Simia Apella Linnaeus, 1758, Simia Fatuellus Linnaeus, 1766, Simia sciurea Linnaeus, 1758, Simia Syrichta Linnaeus, 1758, Simia Sapajus exquima Kerr, 1792 (= Simia Diana Linnaeus, 1758), Simia Sapajus variegatus Kerr, 1792 (= Simia quadricolor Boddaert, 1785 (nomen dubium)) i Simia Sapajus Beelzebub Kerr, 1792 – z których gatunkiem typowym jest (późniejsze oznaczenie) Simia Apella Linnaeus, 1758 (kapucynka czubata).

### Etymologia
Sapajus (Sapaju): lokalna nazwa Sapajou, od sajouassou, dla kapucynek, używana w Amazonii, zaadaptowana przez Buffona w 1767 roku.

### Podział systematyczny
Do rodzaju należą następujące gatunki:
| Grafika | Gatunek               | Autor i rok opisu    | Nazwa zwyczajowa       | Podgatunki         | Rozmieszczenie geograficzne | Podstawowe wymiary                       | Status IUCN |
| ------- | --------------------- | -------------------- | ---------------------- | ------------------ | --- | ---------------------------------------- | ----------- |
|         | Sapajus robustus      | (Kuhl, 1820)         | kapucynka grzywiasta   | gatunek monotypowy | endemit Brazylii (od rzeki Jequitinhonha (południowa Bahia) na południe do rzeki Doce, na wschód od Serra do Espinhaço (Espírito Santo i wschodnie Minas Gerais)                                                                | DC: 33–56 cm DO: 43–56 cm MC: 1,3–4,8 kg | EN          |
|         | Sapajus xanthosternos | (Wied-Neuwied, 1826) | kapucynka złotobrzucha | gatunek monotypowy | endemit Brazylii (na południe i wschód od rzeki São Francisco, na południe do rzeki Jequitinhonha (Bahia i północno-wschodnie Minas Gerais))                                                                                    | DC: 36–42 cm DO: 38–54 cm MC: 1,3–4,8 kg | CR          |
|         | Sapajus nigritus      | (Goldfuss, 1809)     | kapucynka czarna       | 2 podgatunki       | południowo-wschodnia Brazylia (na południe od rzeki Doce i rzeki Grande), od Minas Gerais do Rio Grande do Sul) oraz północna-wschodnia Argentyna (Misiones)                                                                    | DC: 42–56 cm DO: 43–56 cm MC: 2,6–4,8 kg | NT          |
|         | Sapajus libidinosus   | (Spix, 1823)         | kapucynka brodata      | gatunek monotypowy | endemit Brazylii (na zachód i północ od rzeki São Francisco, na zachód do Maranhão i rzeki Araguaia), na południe na północ od rzeki Grande w Minas Gerais); zakres wysokości: 300–600 m n.p.m.                                 | DC: 34–44 cm DO: 38–49 cm MC: 1,3–4,8 kg | NT          |
|         | Sapajus flavius       | (von Schreber, 1799) | kapucynka jasnowłosa   | gatunek monotypowy | endemit Brazylii (wybrzeża na południe od Rio Grande do Norte do północno-wschodniego Pernambuco; być może północny brzeg rzeki São Francisco w Alagoas)                                                                        | DC: 35–40 cm DO: 37–42 cm MC: 1,8–3 kg   | EN          |
|         | Sapajus cay           | (Illiger, 1815)      | kapucynka kapturowa    | gatunek monotypowy | północno-wschodnia Boliwia (Tarija i Santa Cruz), północna Argentyna (Jujuy, Salta, Formosa i Chaco), Brazylia (na południe od Mato Grosso, na zachód od rzeki Parana) i wschodni Paragwaj; zakres wysokości: do 1500– m n.p.m. | DC: 40–45 cm DO: 41–47 cm MC: 3–3,5 kg   | VU          |
|         | Sapajus apella        | (Linnaeus, 1758)     | kapucynka czubata      | 2 podgatunki       | Ekwador, Kolumbia (na północ od rzeki Arauca), wschodnie Peru, środkowa i północna Boliwia (na południe do górnego biegu rzeki Beni), południowa Wenezuela (wraz z wyspą Margarita) oraz region Gujana                          | DC: 38–46 cm DO: 38–49 cm MC: 1,3–4,8 kg | LC          |

Kategorie IUCN:  LC  – gatunek najmniejszej troski,  NT  – gatunek bliski zagrożenia,  VU  – gatunek narażony,  EN  – gatunek zagrożony,  CR  – gatunek krytycznie zagrożony.